# Бочка

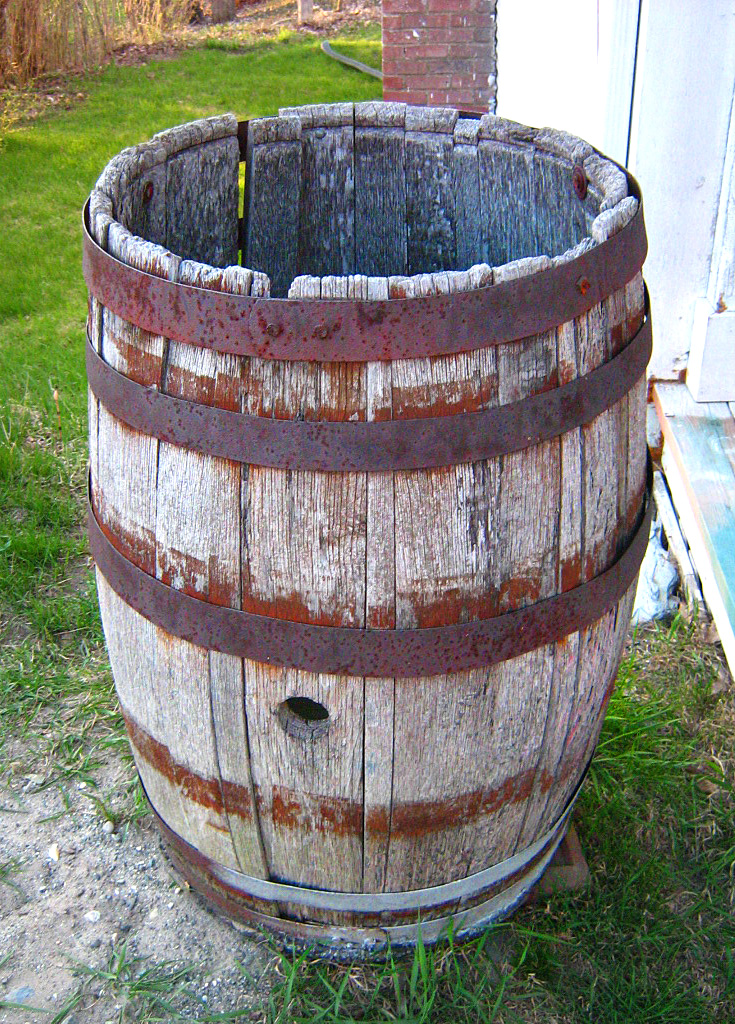
Стара бочка

Бо́чка, заст. ку́хва, ку́фа (від давн.в-нім. kuofa) — ємність циліндричної форми (дерев'яні варіанти — з опуклими боками посередині), з двома плоскими днищами. Призначена для транспортування та зберігання рідких та інших речовин. Іноді бочку помилково називають «діжкою», але на відміну від діжки, дерев'яна бочка — це бондарний виріб, що має не прямі, а округлі боки, а також два днища. Бочку можна перекочувати з одного місця на інше і ставити на торці без додаткових опор. Колись бочки виготовляли з дерева в бондарській техніці, зараз матеріалом для них частіше слугує метал або пластик.
Слово бочка походить від прасл. *bъčъ (від ранішої форми *buki) або *bъča, етимологія якого остаточно не з'ясована; пов'язання з «бік», очевидно, є помилковим.

## Історія

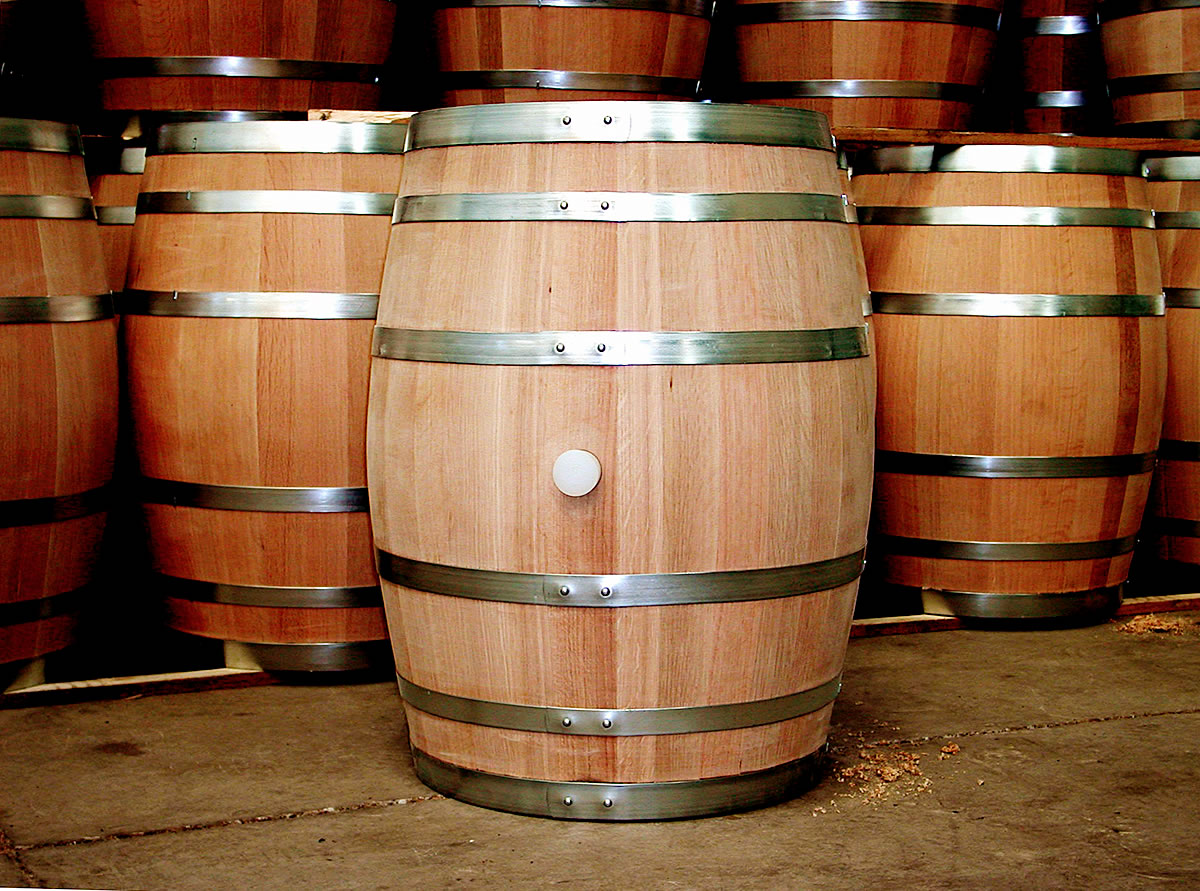
Класичні дерев'яні бочки

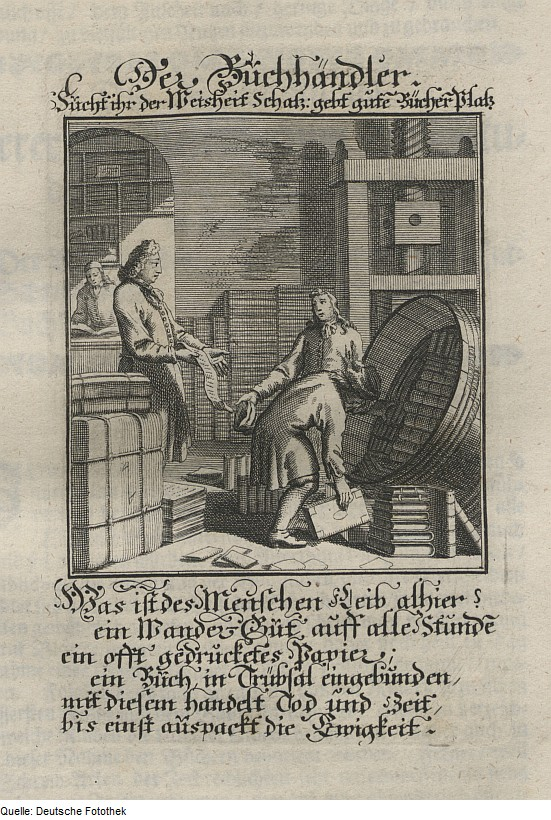
К. Вайгель «Книготорговець», 1698 р.

У Стародавньому Світі основним посудом для зберігання рідких продуктів (вина, олії, пива) були амфори. Стародавні греки також використовували замість бочок великі глеки — піфоси.
Технологія гарячого гнуття дерева була опанована раніше за всіх кельтами, фінікійцями та єгиптянами, і застосовувалася вона в суднобудівництві. Найдавніші зображення бочок походять з Етрурії і датуються вони VI ст. до н. е., але також поширена гіпотеза кельтського походження бондарства. Римський історик Пліній Старший повідомляє, що бондарство в Європі зародилося в альпійських селах у галлів. Він виділяв три типи бондарів: «звичайних», «винних» і бондарів «великих барил». Давньогрецький географ Страбон пише про дерев'яні πίθοι, обмазані зсередини смолою для запобігання протіканню вина.
Дерев'яну бочку використовували як ємність, щоб зберігати та перевозити харчові продукти — від оселедців та пива до вина та олії. У них тримають квашену капусту, огірки, помідори, яблука, кавуни, воду. У побуті простих людей та моряків невеличка бочка часто слугувала за тимчасові меблі — стільці чи столи. І, навпаки, стару бочку бідні верстви населення переробляли на постійні стільці, що помітно з картин фламандських та голландських майстрів XVII століття (Адріан Брауер, Адріан ван Остаде).
У Німеччині, де була потреба перевозити нові книжки на далеку відстань з друкарень, як тару використовували бочки, набиті новими виданнями. Саме цей момент став сюжетом гравюри Крістофа Вайгеля «Книготорговець» (альбом «Представники різних професій», Регенсбург, 1698)[джерело?].
Найрізноманітніших форм, призначень і розмірів бондарний посуд широко використовувався до початку XX ст. Навіть після поширення металевих і пластикових ємностей дере'яні бочки продовжують використовуватися для витримування і зберігання багатьох сортів вин, бренді, пива, які завдяки цьому одержують характерний смак і аромат.

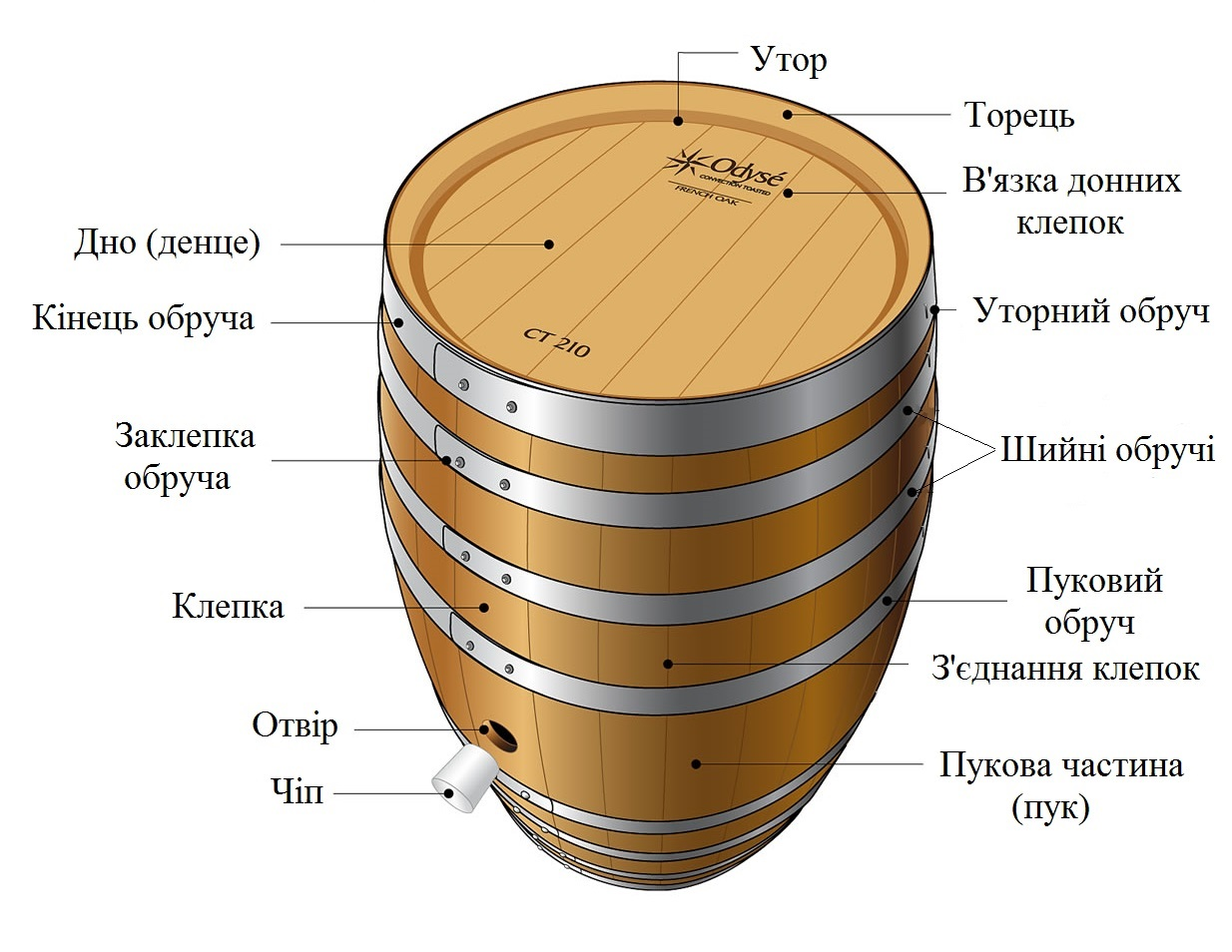
Конструкція бочки

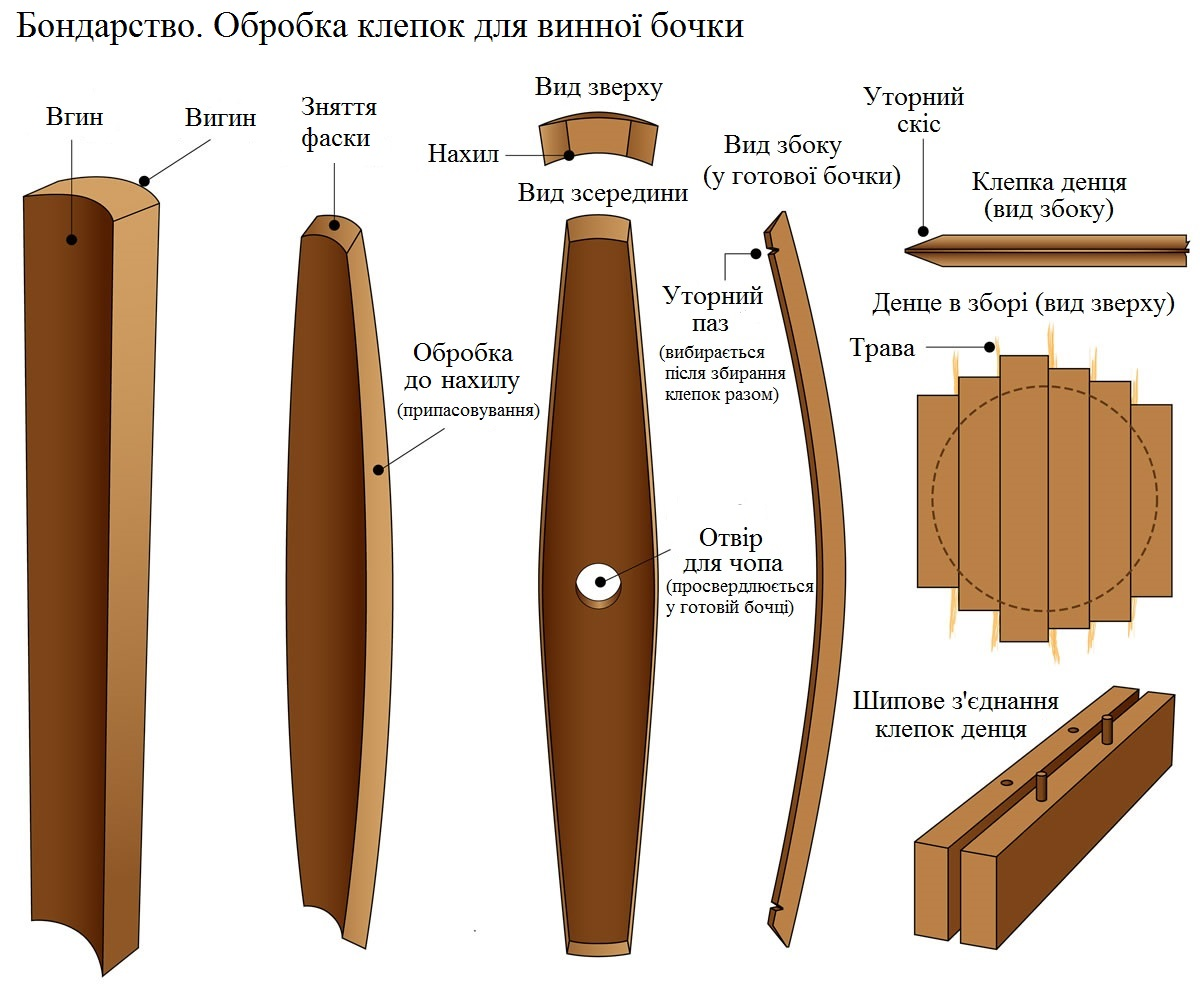
Виготовлення клепок для винної бочки

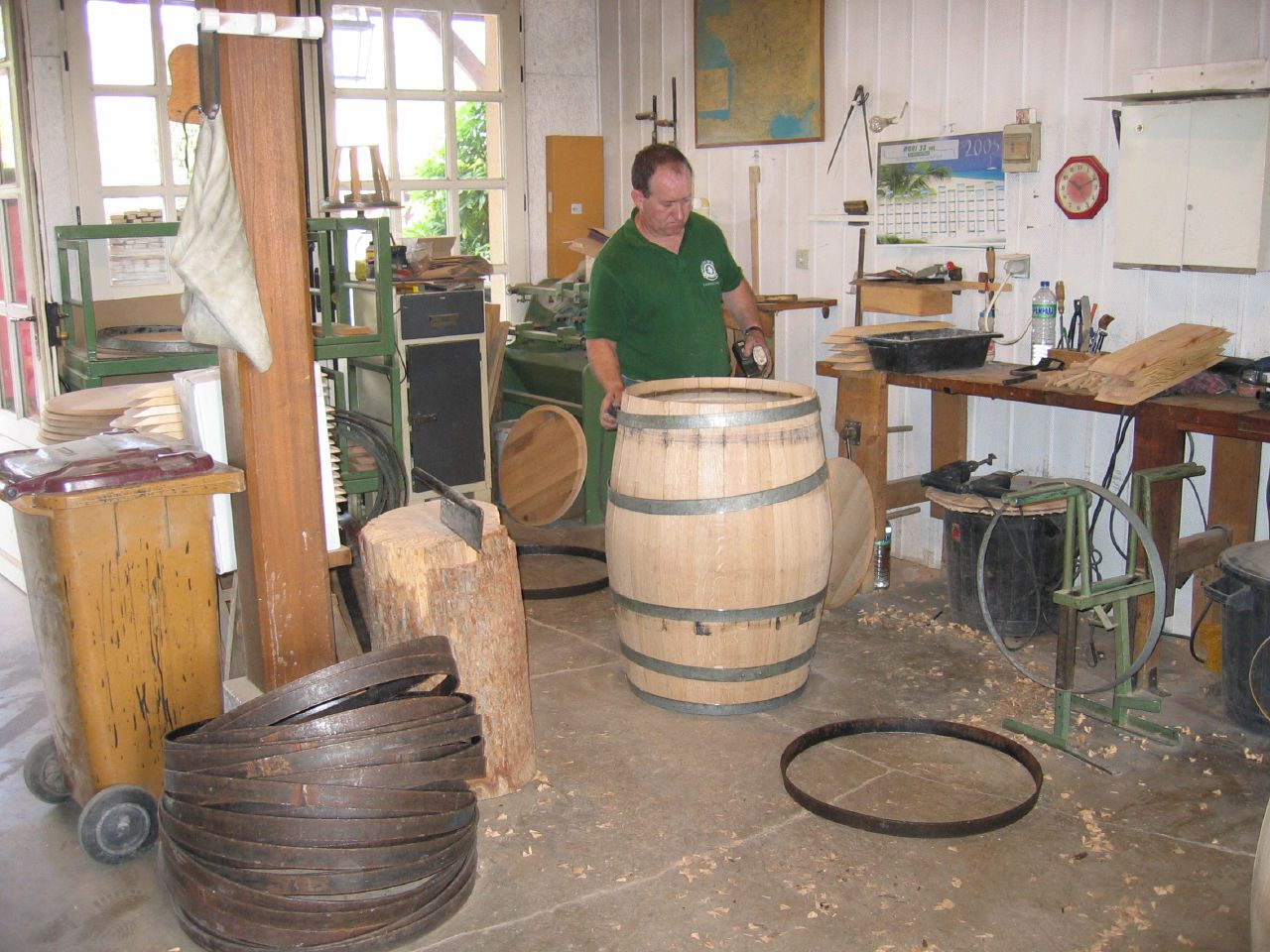
Виготовлення бочки

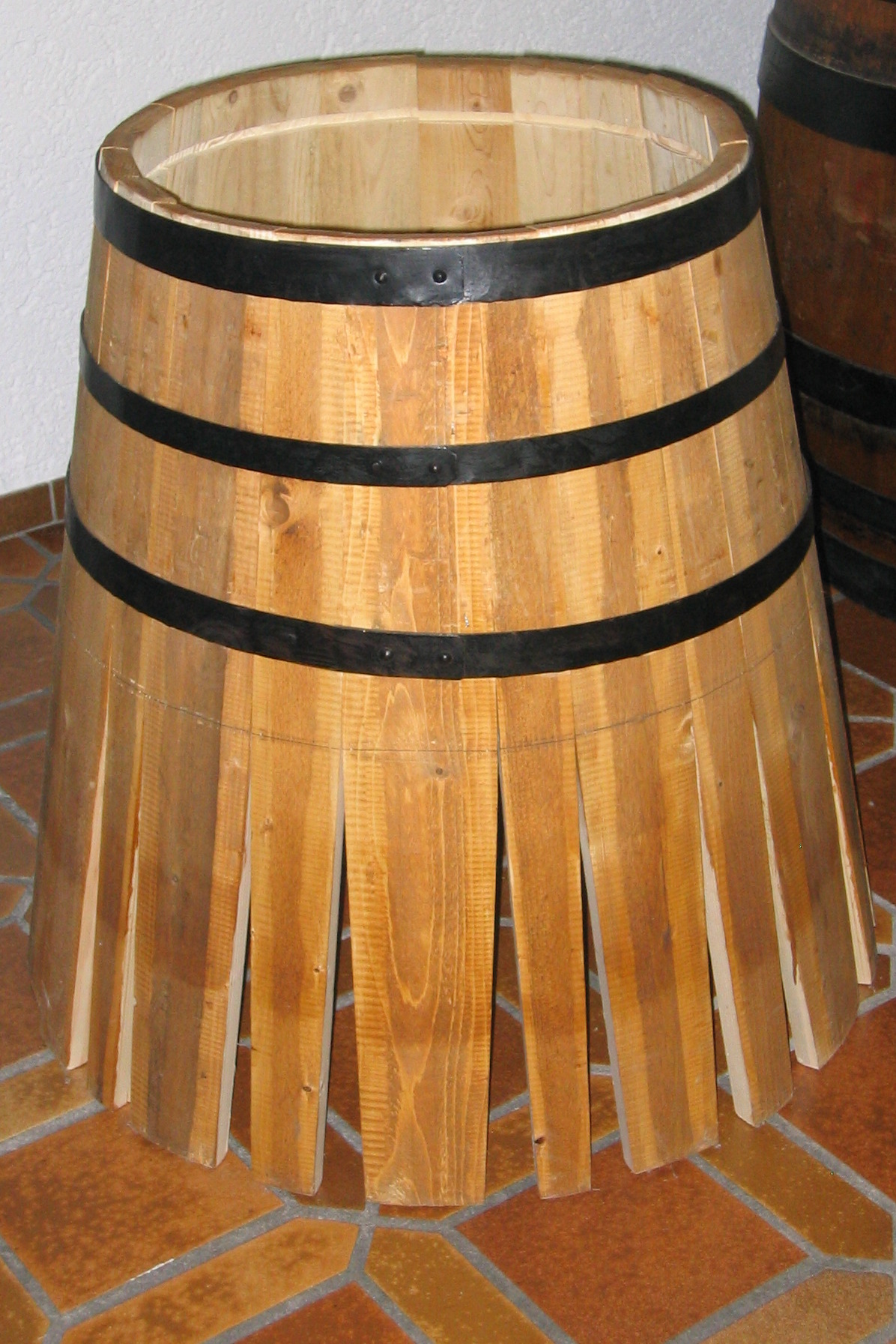
Незавершена бочка

## Опис

### Дерев'яні бочки
Бочки бувають різної форми, але зазвичай денце, верх і розріз центральної частини бочки мають форму круга, при цьому діаметр центральної частини більше діаметрів основи і верху. Раніше бочки виготовляли виключно з дерева, з окремих клепок, стягнених дерев'яним (найчастіше з в'язу або черемхи) або металевим обручем. Традиція бондарного виробництва зберігається і досі.
Дерев'яні бочки виготовляють з окремих, припасованих одна до одної дощок (клепок), стягнутих обручами. Далеко не всі породи дерева можуть бути використані для виробництва бочки, найкраще для цього підходить дуб. Обручі роблять з сталі, дерев'яні — в'язу або ліщини. Клепку для бочок виготовляють шляхом колення колод — це єдиний спосіб зберегти неушкодженими довгі волокна дуба, які гарантують герметичність бочки. Днища складають з донних клепок, з'єднаних між собою дерев'яними шипами, а потім вирізають відповідно до розмірів дна. Для встановлення днищ на кінцях клепок зсередини нарізають пази — утори.
На бочку насаджують 4-8 обручів. Розташовані ближче до торців називаються уторними (утірними), розташовані в широкій частині («пуку», «опуці») — пуковими, опуковими, а розташовані посередині — шийними. У разі використання 8 обручів між пуковими й уторними знаходяться два шийні обручі, в англійській мові ближчий до пукового називають «французьким» (French hoop), ближчий до уторного — «чвертним» (quarter hoop).
Щоб цідити рідину, у бочці роблять отвір, зазвичай у пуковій частині, але іноді і в донній клепці. Закорковують такий отвір чопом, інколи споряджають ємність краном. Дерев'яні бочки й діжки краще зберігаються при постійному режимі вологості. Тому в наливних завжди повинна бути рідина, а сухотарні завжди повинні бути сухими.
По закінченні складання бочки піддають нагріву, з метою закріплення форми вигнутих клепок. Окрім того, у процесі нагрівання у внутрішніх шарах дубових клепок утворюються деякі речовини (зокрема елагітаніни), що надають вину горіхових, маслянистих, ванільних, димових смакових ноток. Тривалість і інтенсивність нагріву може різнитися: від легкого (120 °C) до сильного (250 °C) і від 10 до 60 хвилин. Для нагрівання бочок використовують спеціальну жаровню (фр. le foyer de bousinage).

### Металева бочка
Металева бочка — контейнер циліндричної форми, який використовується для доставки вантажів. Виготовляють їх з холоднокатаної сталі (також щільного картону або пластику), і призначаються вони переважно для транспортування і зберігання рідких і сипких речовин. Здебільшого такі бочки мають стандартний об'єм 208 літрів, що відповідає 55 галонам (США) або 44 імперським галонам (Велика Британія).

## Види
- Барило, бочонок — невелика бочка для рідини (найчастіше з дерева), використовується у виноробстві[16][17].
- Бу́та[18] (від фр. boute) — велика бочка об'ємом 300—2000 л, призначена для перевезення вина[19]. Бути роблять зі спеціальних бутових клепок, що мають 210—235 см у довжину, 10—18 см у ширину й 7,5 см у товщину. Також уживана на цукроварнях.[18]

## Одиниця вимірювання
Бочки стандартного розміру слугували для відмірювання рідких і сипких речовин. Від слова «бочка» походять такі назви мір об'єму і маси:
- Бочка = 2 півбочкам = 40 відрам.
- Куфа = 2 бочкам[20][21].
- Барель (англ. barrel — «бочка») — одиниця вимірювання об'єму в системі англійських мір.
- Тонна (фр. tonne — «винна бочка») — назва однієї метричної і кількох неметричних одиниць маси й об'єму.
- Тан — старовинна англійська одиниця об'єму.

## Обчислення об'єму

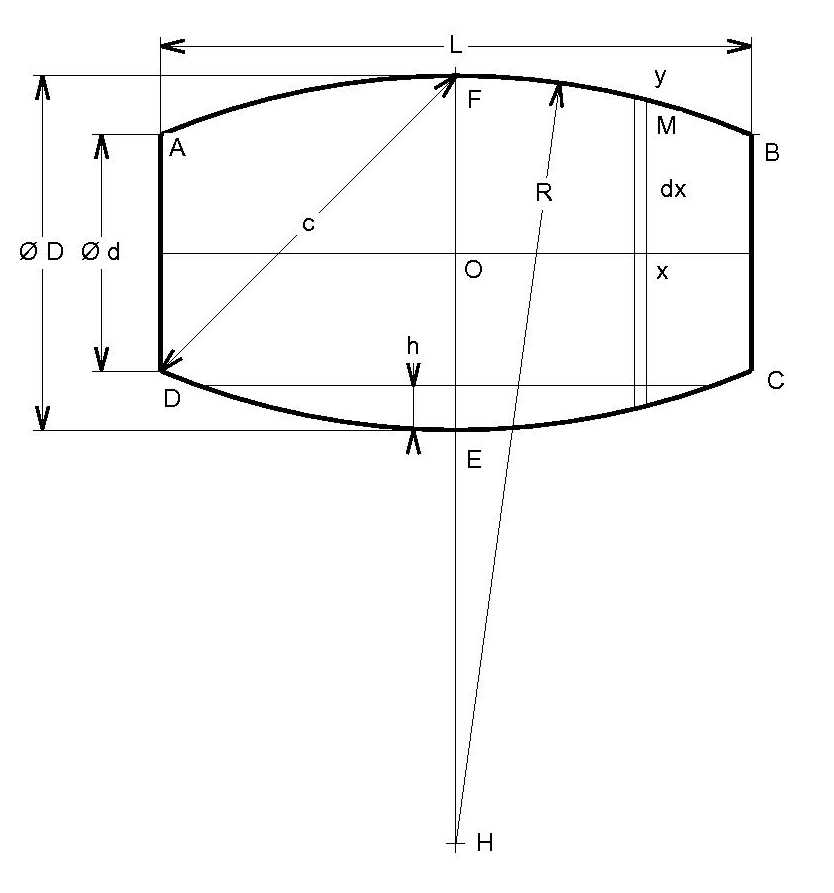
Параметри бочки

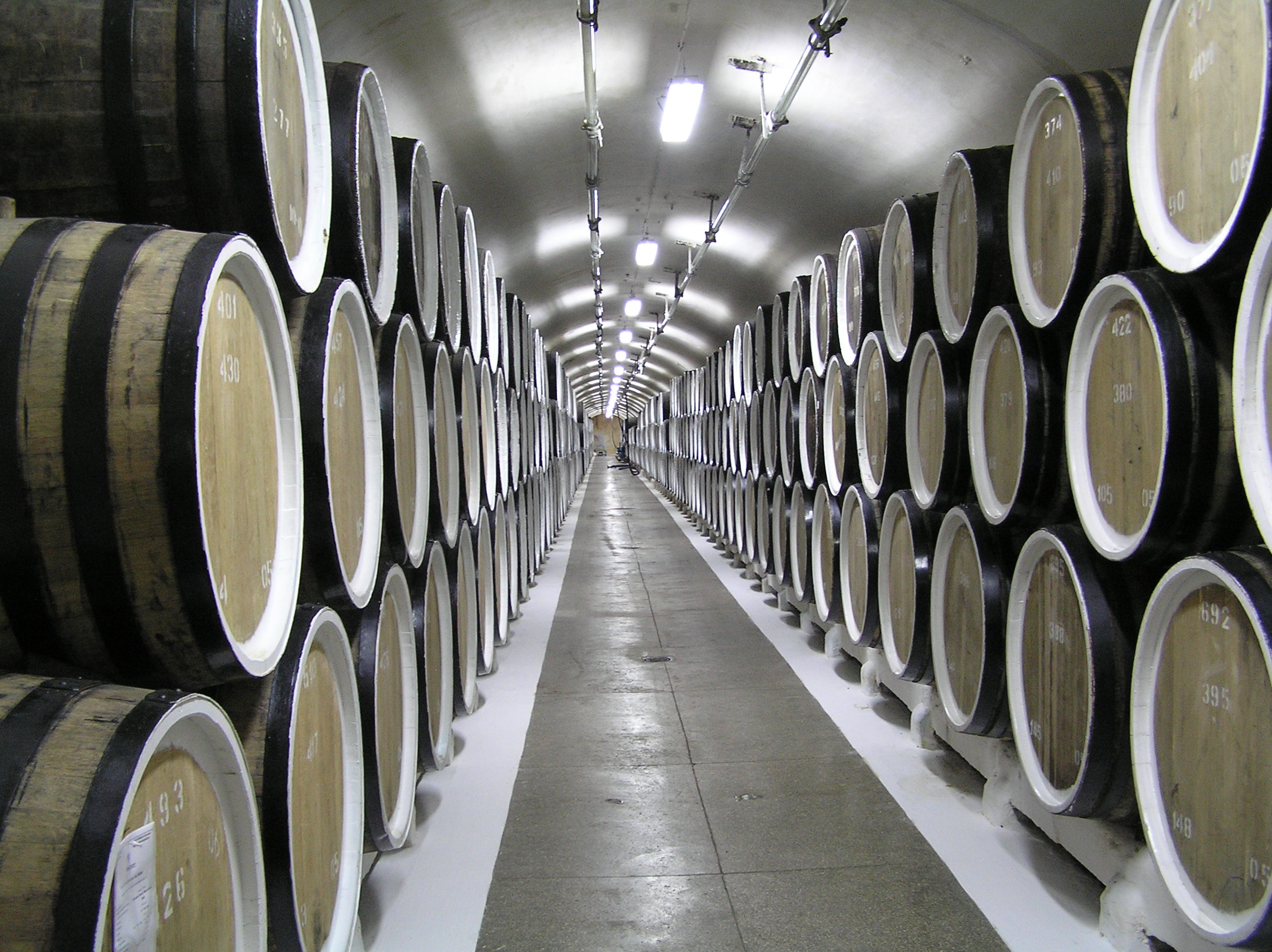
Бочки для зберігання вина

Відомо багато способів визначати об'єм дерев'яної бочки. У формулах використовуються такі параметри: L — висота бочки, d — мінімальний діаметр (діаметр днищ), D — максимальний діаметр (у пуковій частині). Більшість цих формул зводяться до наближення об'єму бочки до об'єму циліндра такої ж висоти, але усередненого діаметра між максимальним і мінімальним.
Йоганн Кеплер запропонував таку наближену формулу:
{\displaystyle V={\frac {\pi L}{12}}(D^{2}+Dd+d^{2})}
Об'єм обчислюється як сума об'ємів двох зрізаних конусів, з'єднаних основами діаметра D. Отримуваний при цьому способі результат злегка менший від справжнього значення.
Вільям Отред дещо видозмінив її:
{\displaystyle V={\frac {\pi L}{12}}(2D^{2}+d^{2})}
Ця формула точно визначає об'єм бочки, профіль якої є дугою еліпса.
Обчислення з використанням інтегралу
Загальна формула бочок використовує визначений інтеграл. Форма будь-якої бочки зводиться до поверхні обертання, утвореної ділянкою кривої і обмеженої двома паралельними площинами, рівновіддаленими від екватора. Об'єм обчислюється таким чином:
{\displaystyle V=\int S\,\mathrm {d} x}
Де {\displaystyle S} є площею поверхні круга з радіусом {\displaystyle y}
{\displaystyle V=2\pi \int _{0}^{\frac {L}{2}}y^{2}\,\mathrm {d} x}

## У культурі, науці й мистецтві
- «Розірвана бочка Паскаля» (фр. crève-tonneau de Pascal) — експеримент, що ілюструє однойменний закон[22].
- Бочка Лібіха — наочна ілюстрація закону мінімуму Лібіха, яка представляє чинники довкілля у вигляді клепок.
- Бочка Данаїд — символ важкої марної праці. Фразеологізм походить з давньогрецької міфології і пов'язаний з Данаїдами — дочками царя Даная.
- Глиняна бочка (піфос) була житлом давньогрецького філософа Діогена.

### Прислів'я, мовні звороти
- Мов оселедців у бочці — дуже тісно, дуже багато[1].
- Бездонної бочки не наллєш
- Порожня бочка гучить, а повна мовчить
- Слабий (слабкий) на утори — невитриманий, неврівноважений (про людину).
- Наговорити (наплести) сорок бочок арештантів — наговорити дурниць, нісенітниць (синонім — «наговорити сім мішків гречаної вовни»)[23].
- Як з порожньої бочки — про гучний голос, звук[24].

### Загадки
- Сам дубовий, пояс в'язовий, а ніс липовий

## Інше
- Під час штурму фортець колись використовували штурмові бочки, наповнені порохом.
- Воронячі гнізда на кораблях часто мали вигляд прикріплених до щогл бочок.
- Бочка — клепаний поплавок (об'ємом до кількох десятків кубометрів), з'єднаний з мертвим якорем, що лежить на ґрунті. Служить в гаванях і на рейдах для стоянки суден.

## Галерея

Дерев'яні бочки
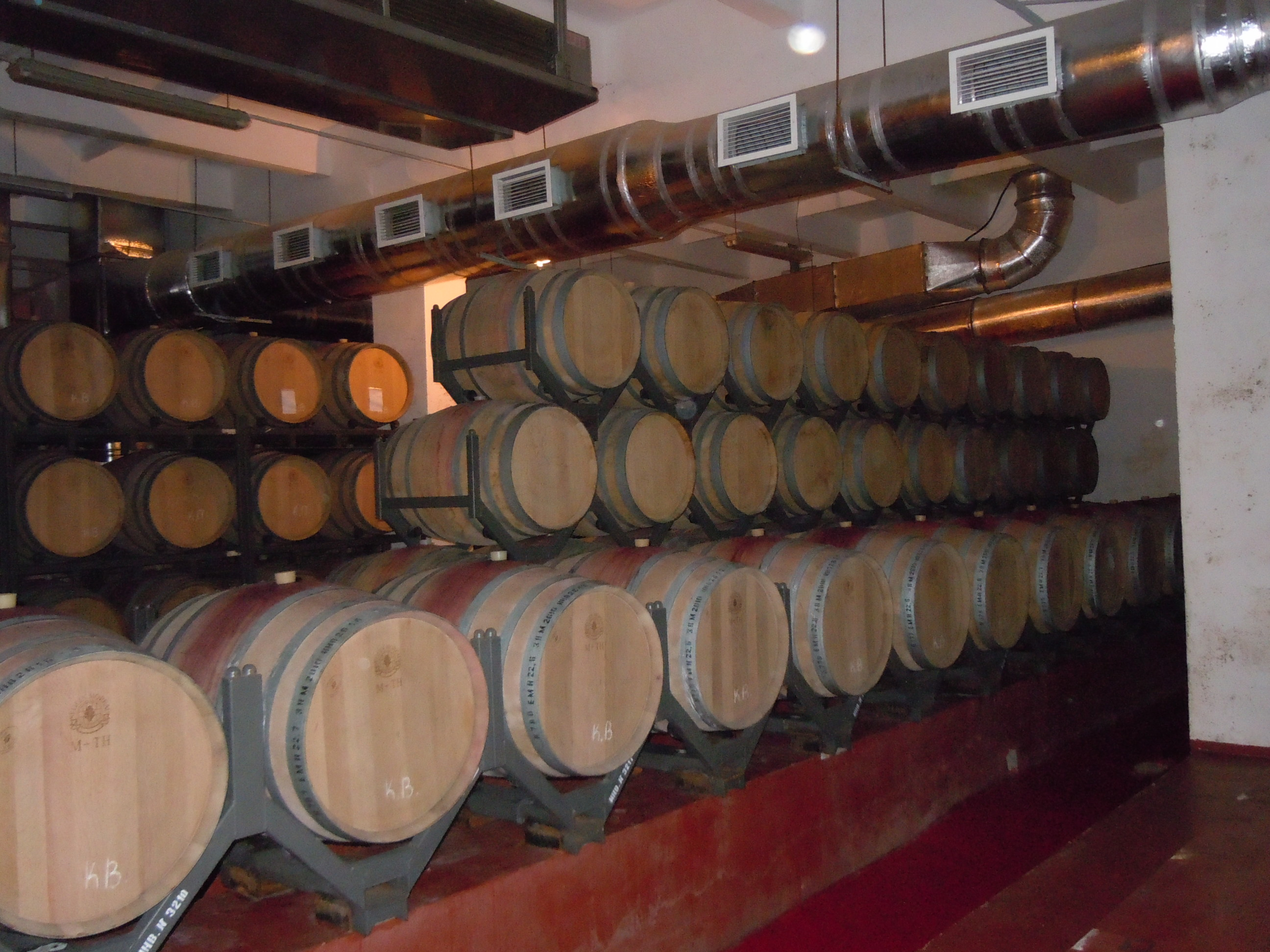
Бочки в центрі культури вина в Шабо
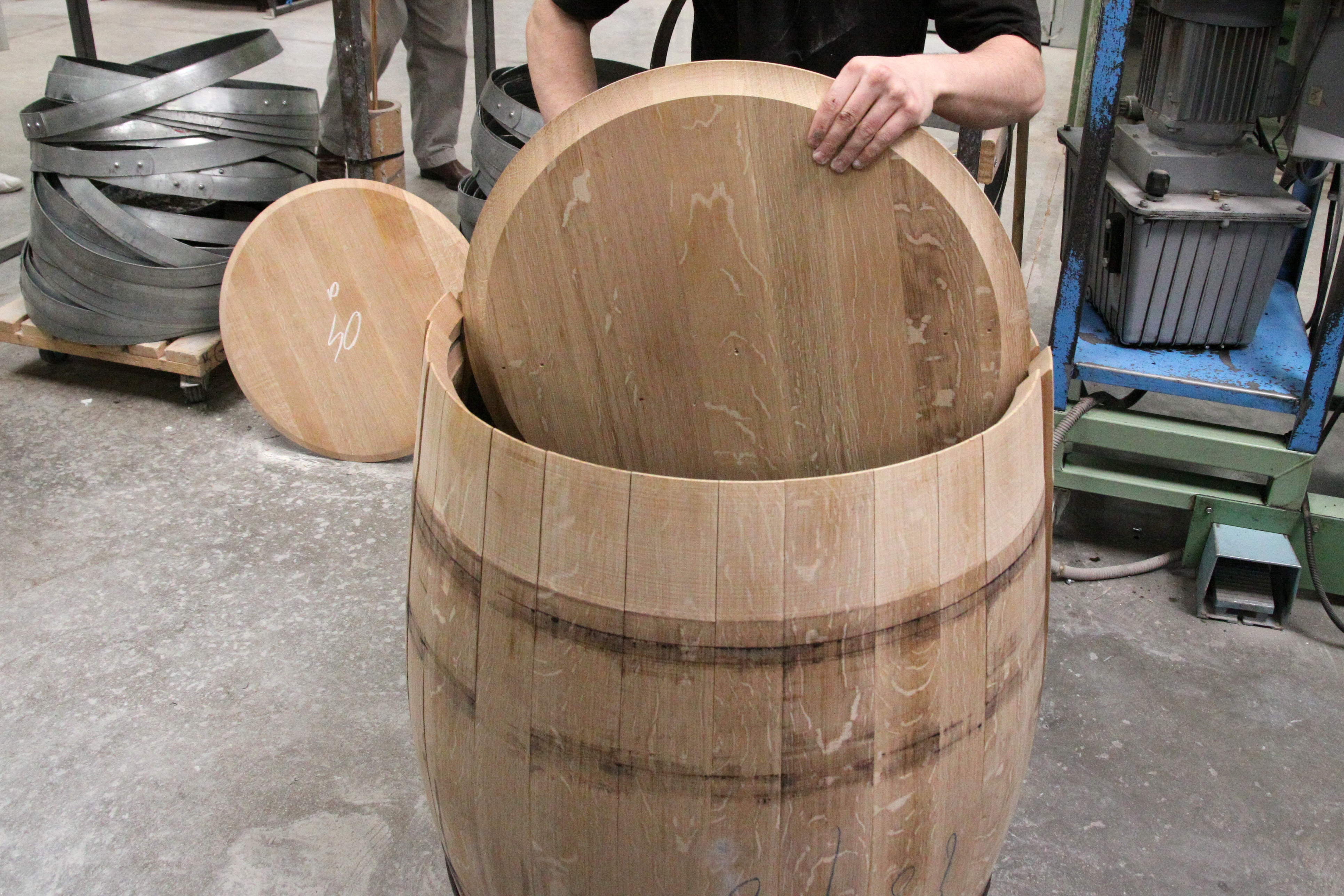
Встановлення дна в утори
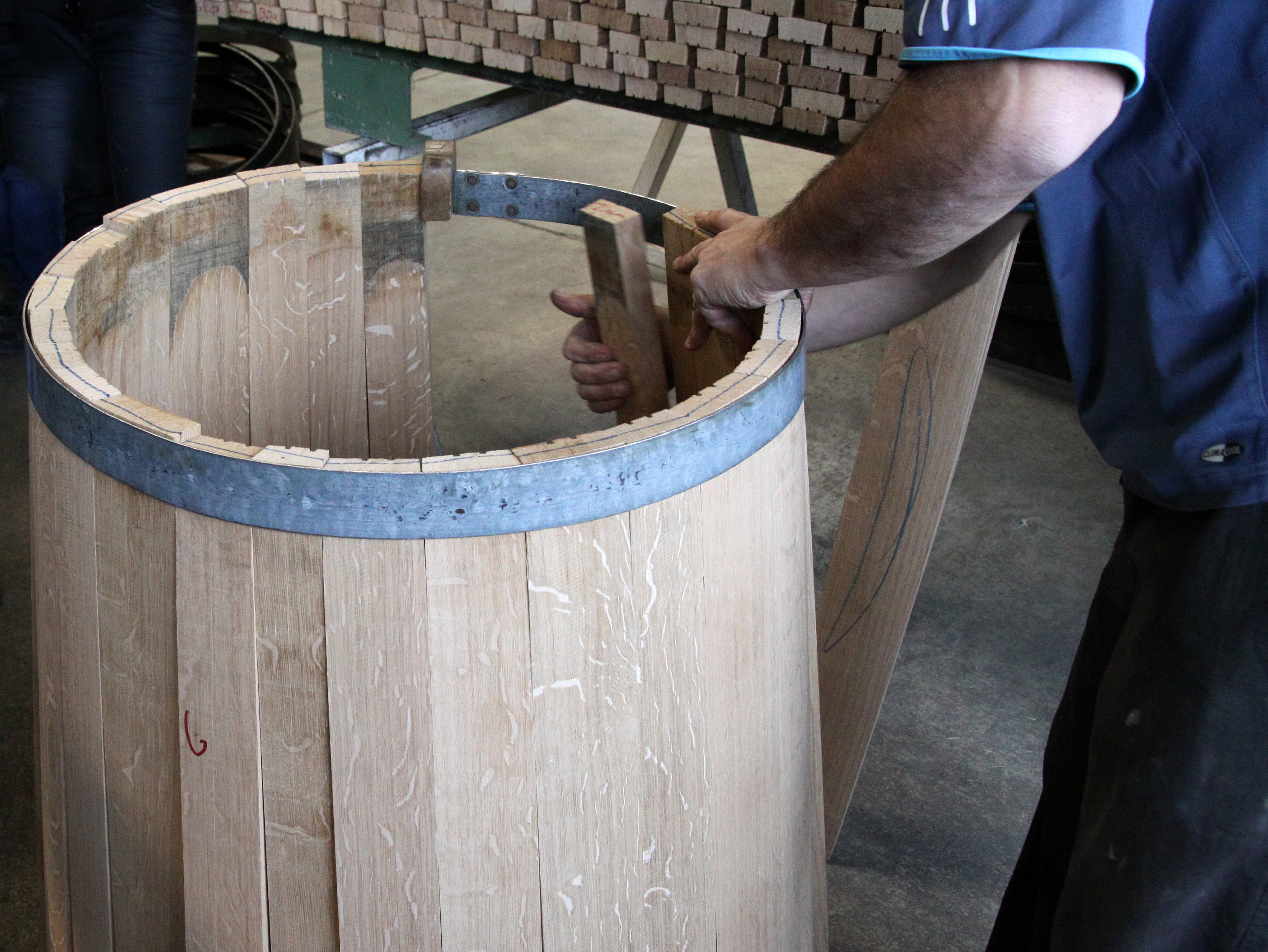
Встановлення клепок
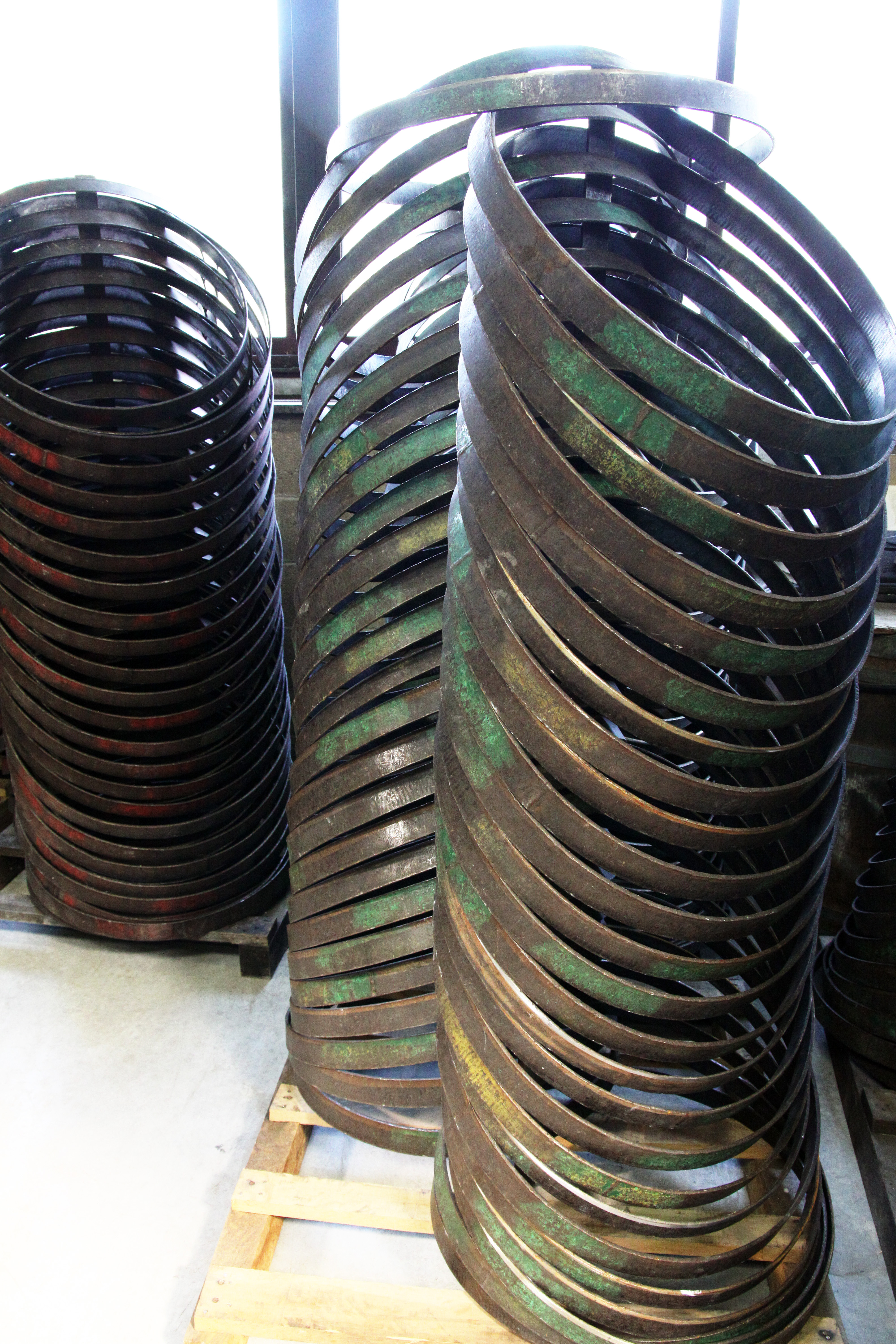
Сталеві обручі
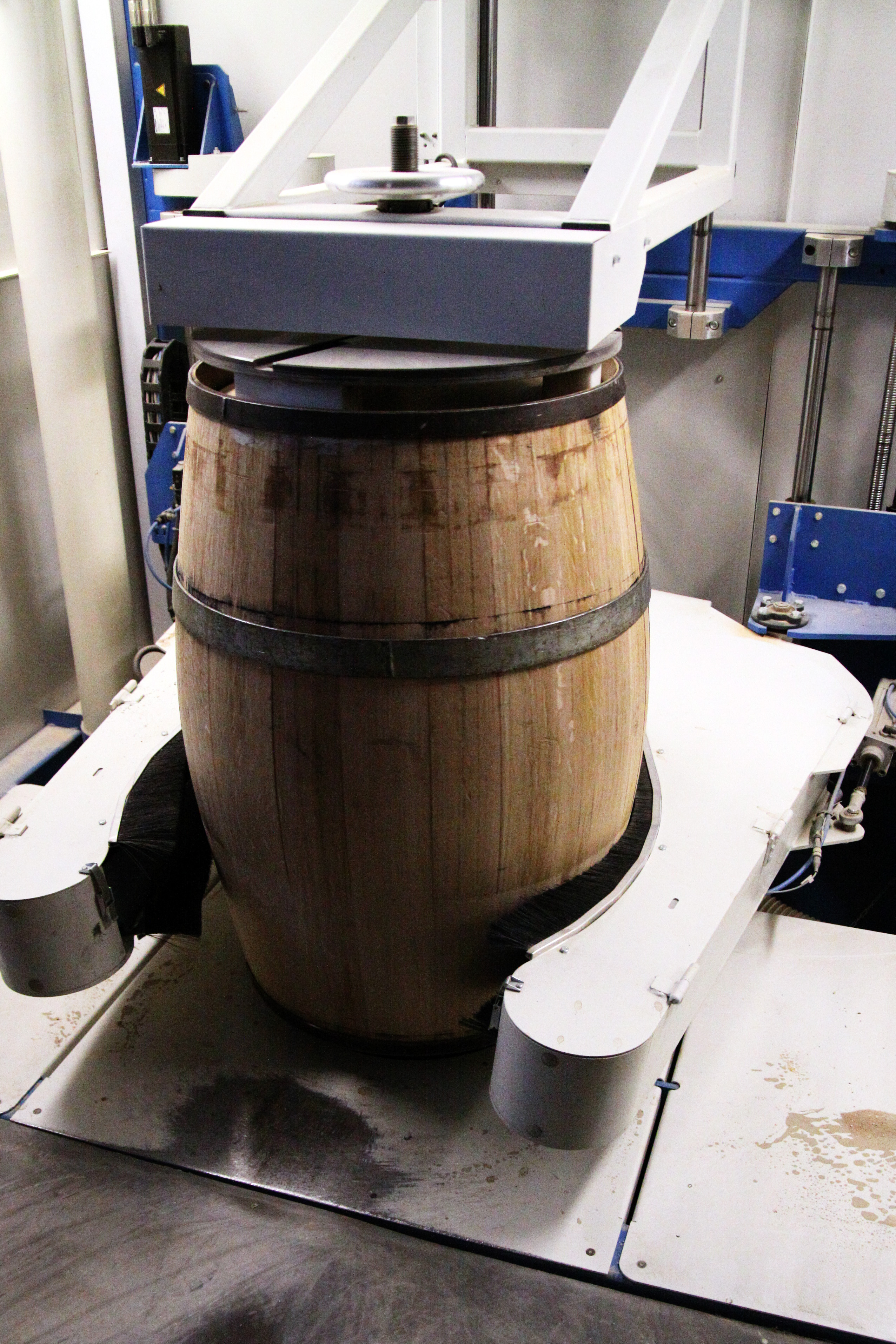
Шліфування стінок бочки на шліфувальному верстаті
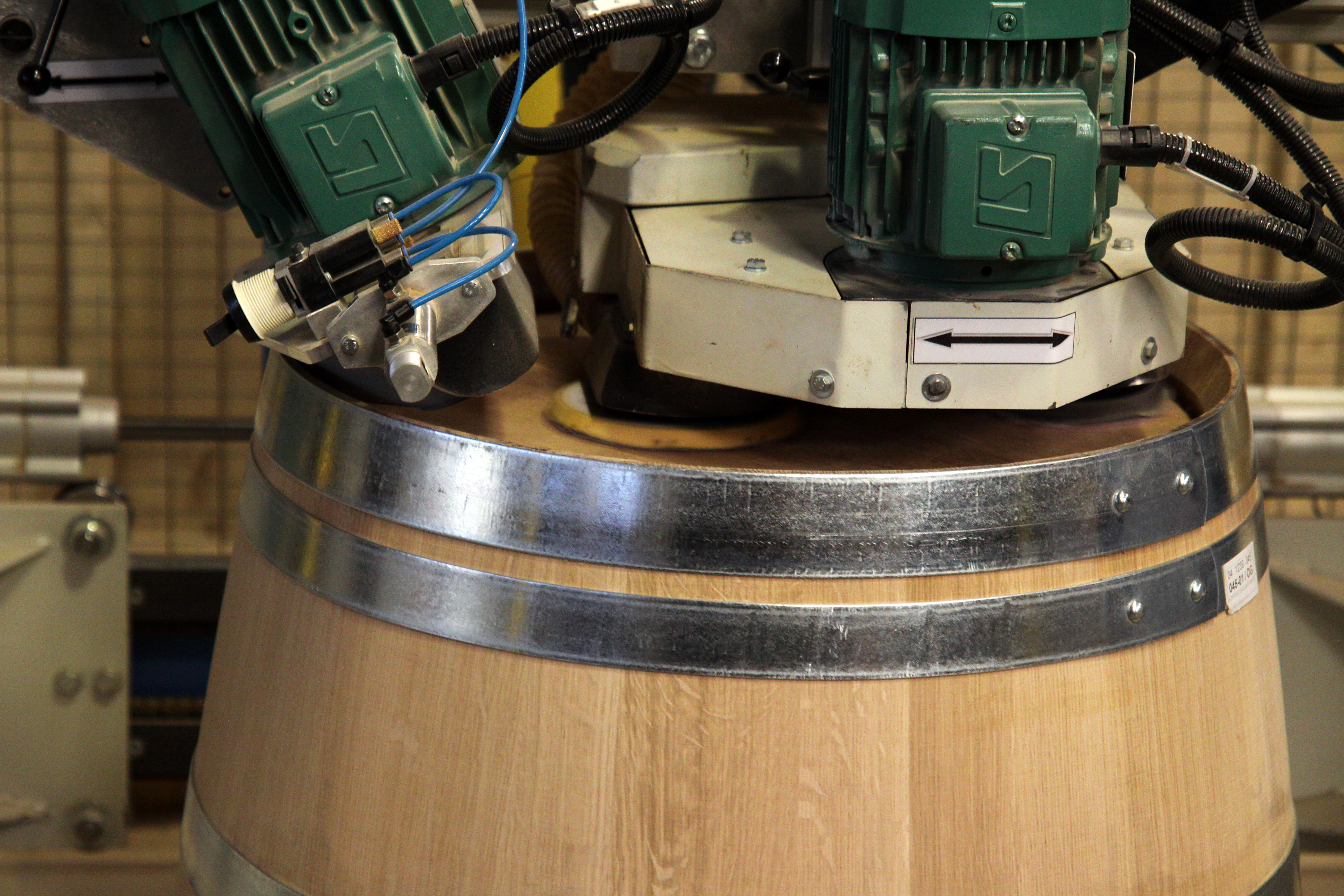
Шліфування днища бочки

Металеві бочки
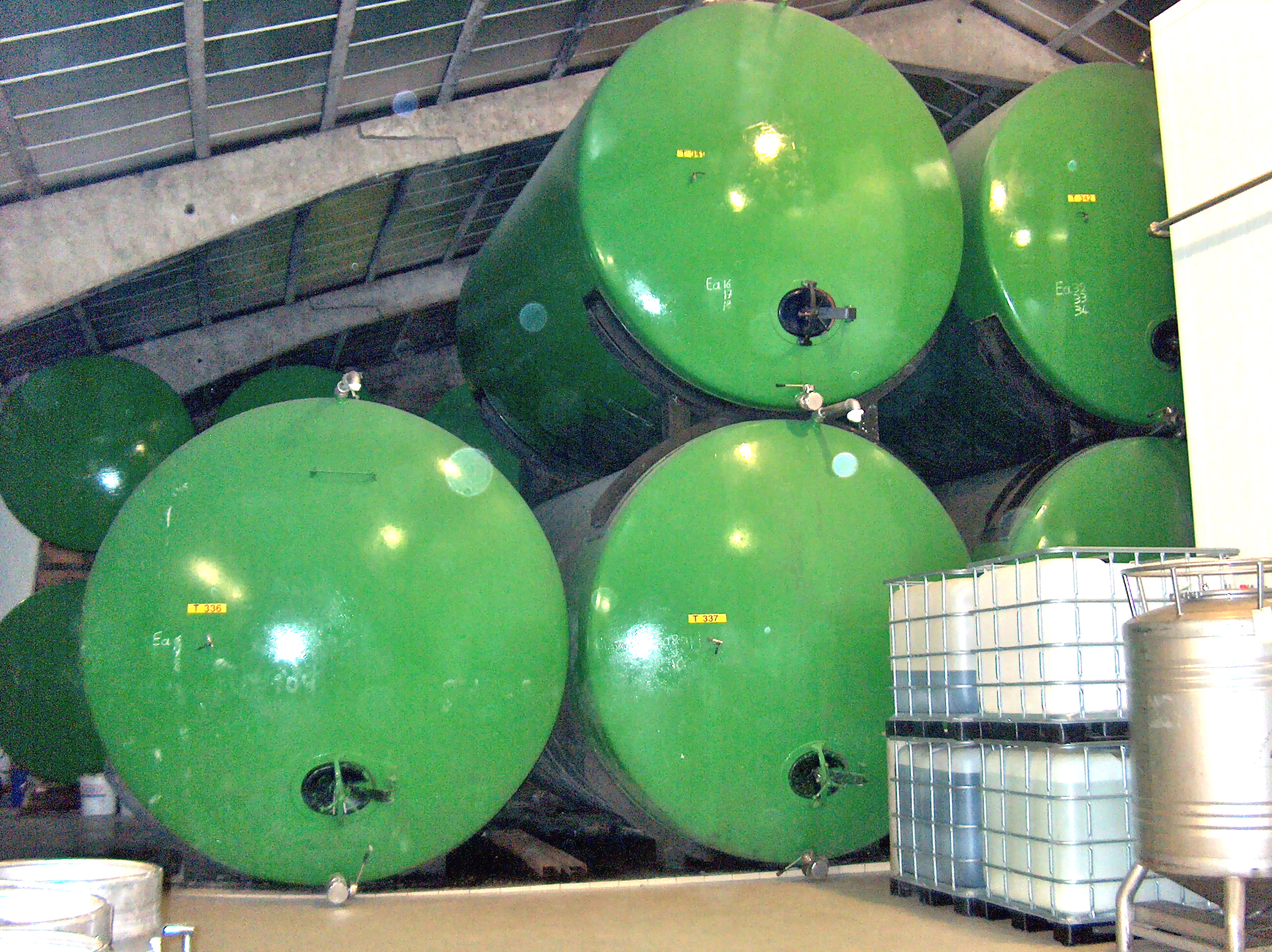
Промислові бочки
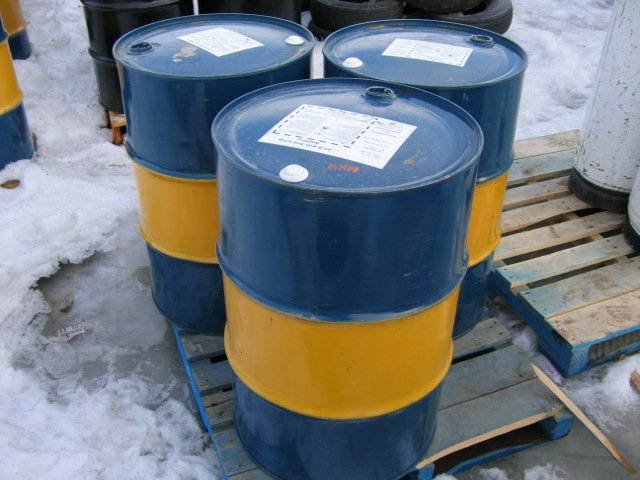
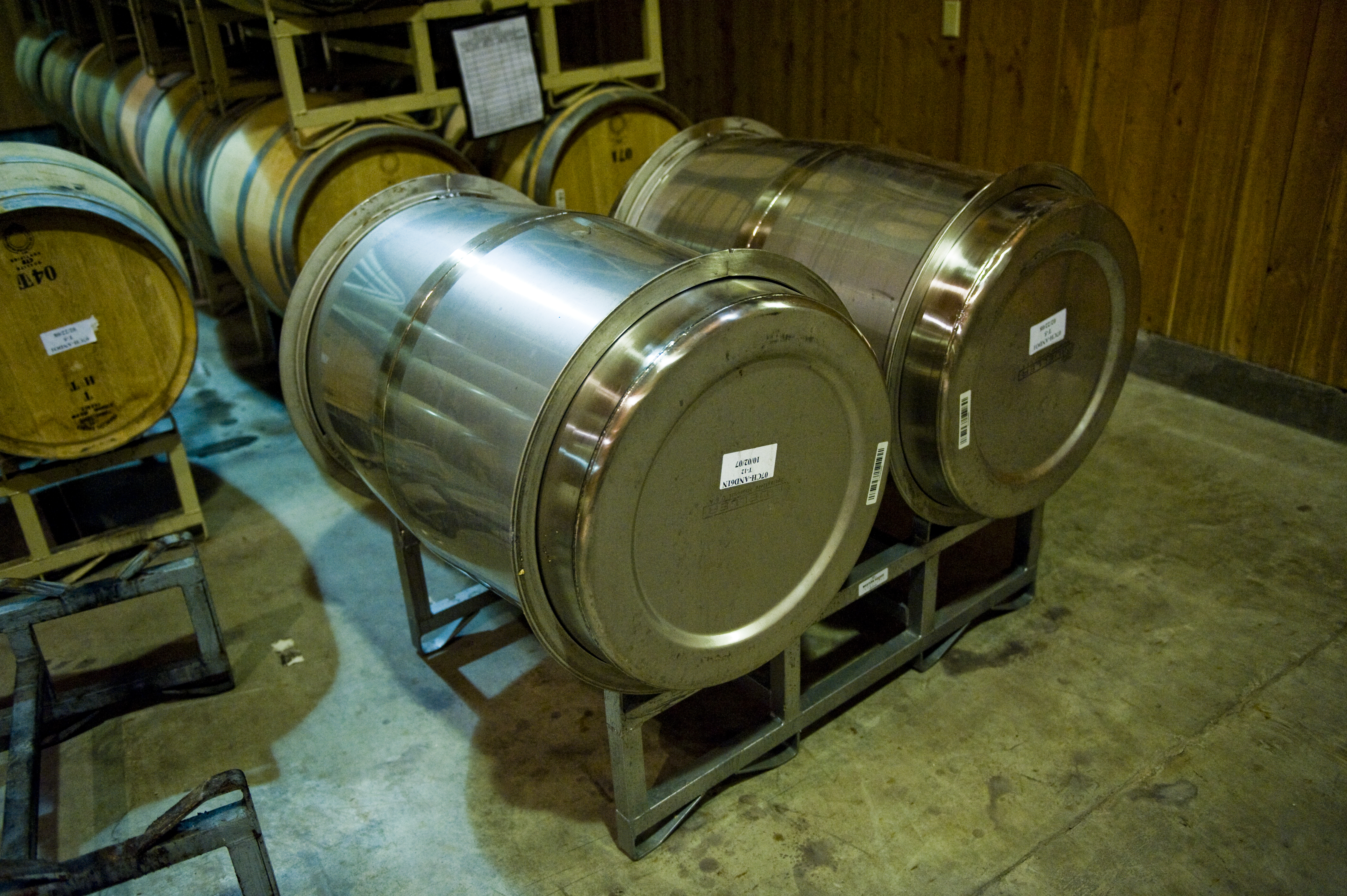
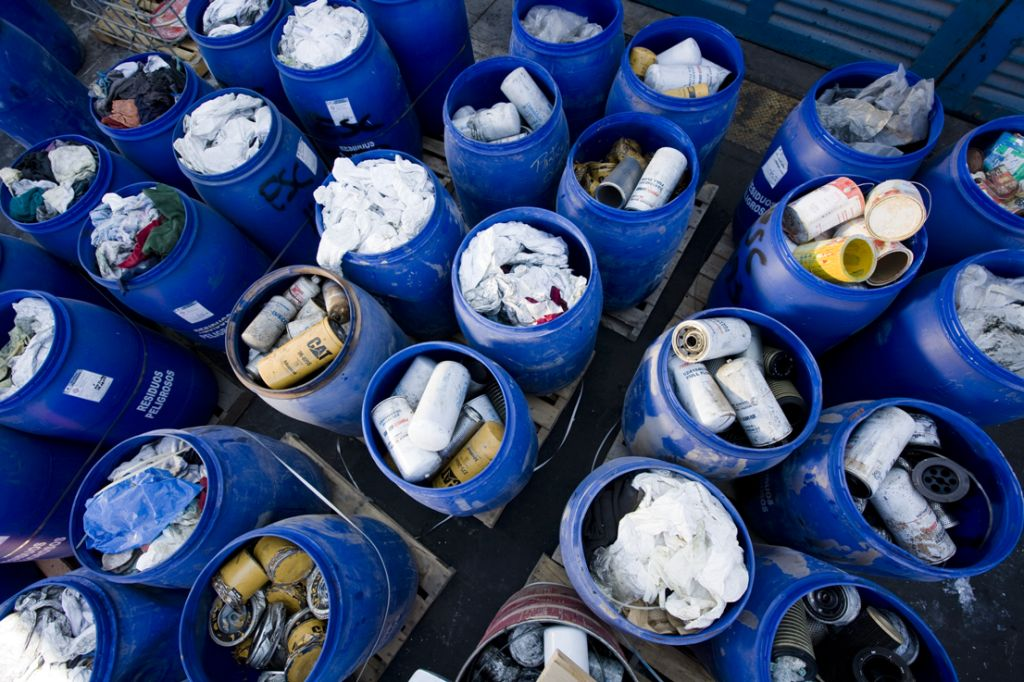
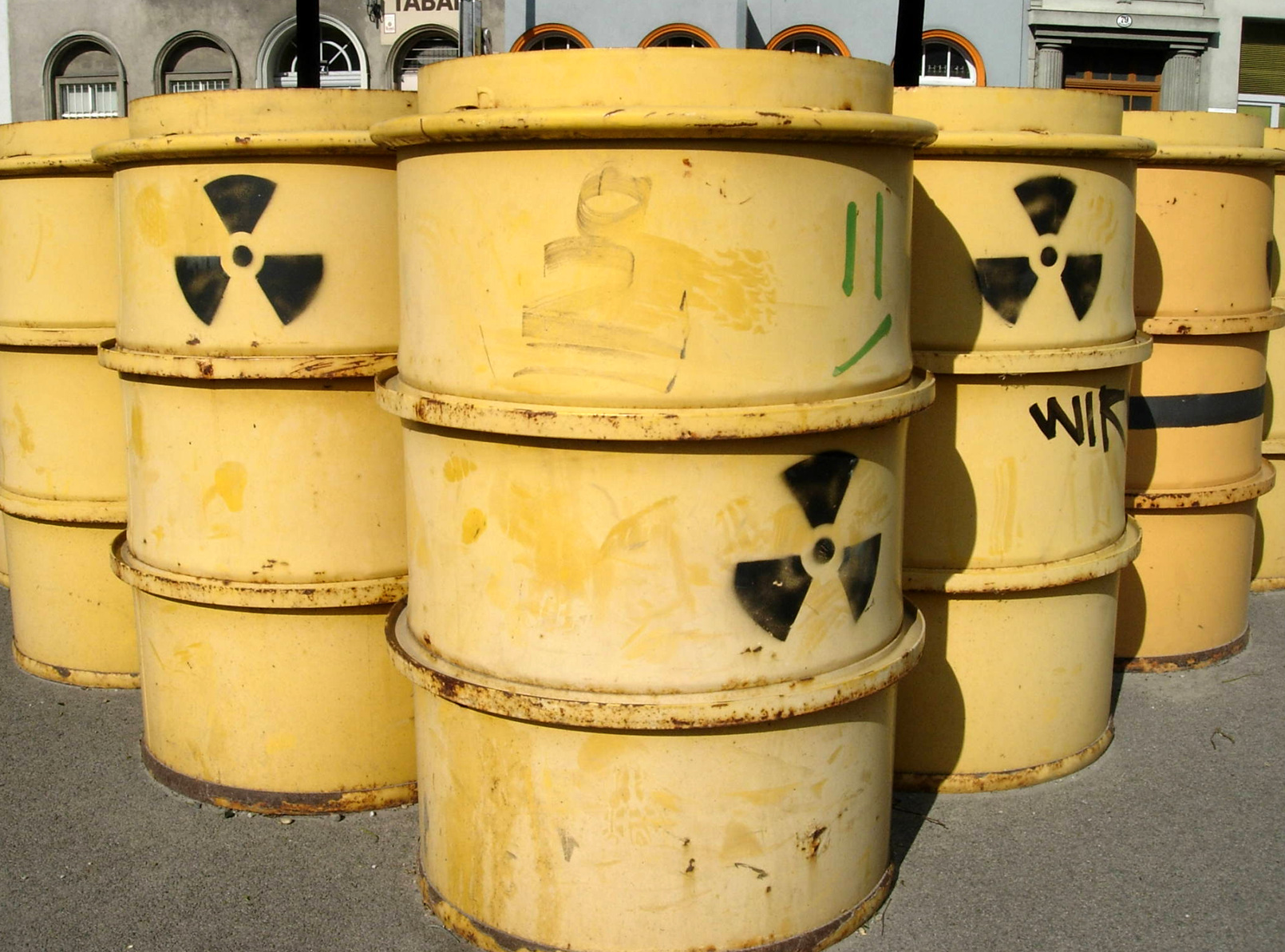
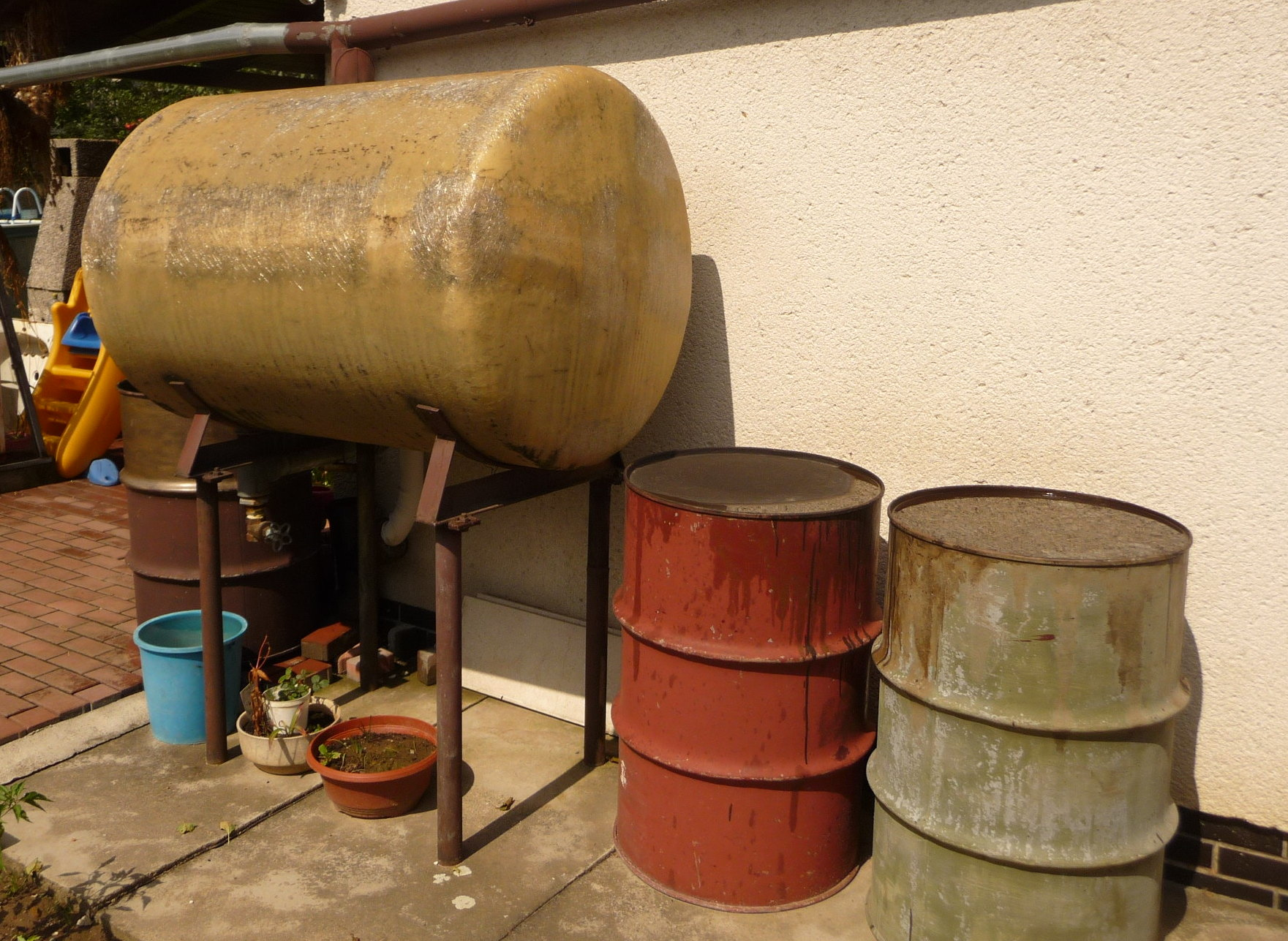
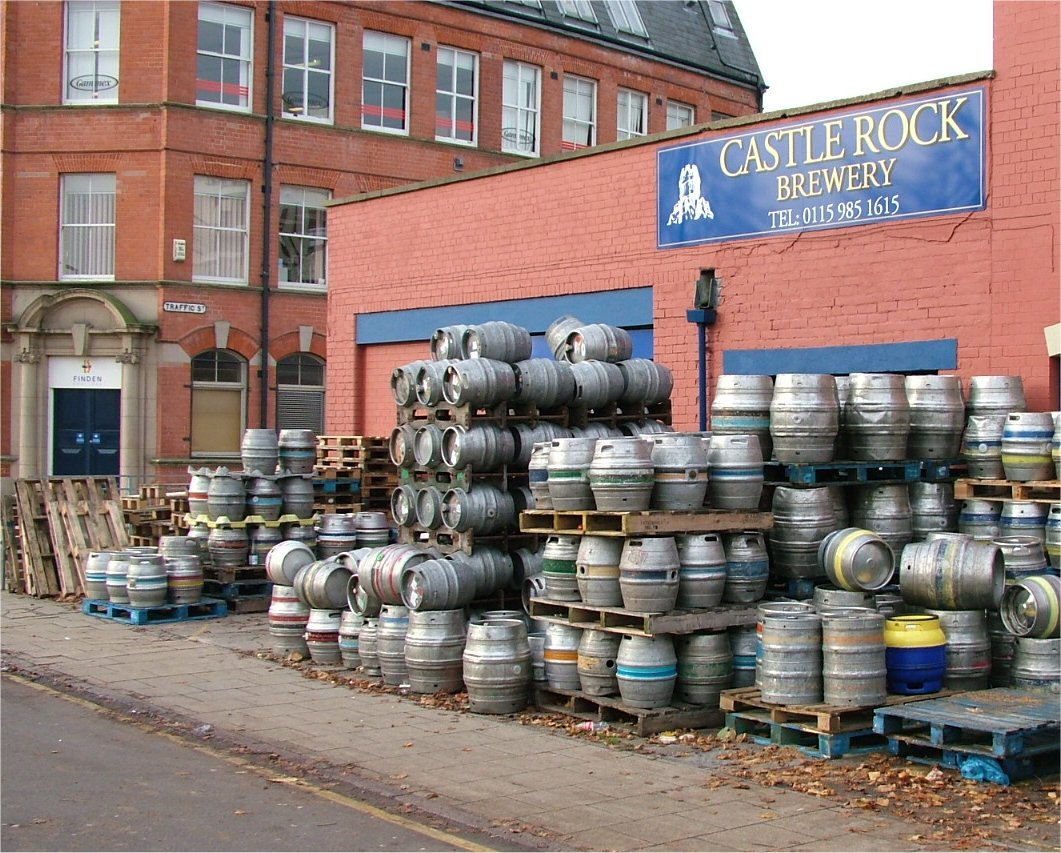

### Живопис і скульптура

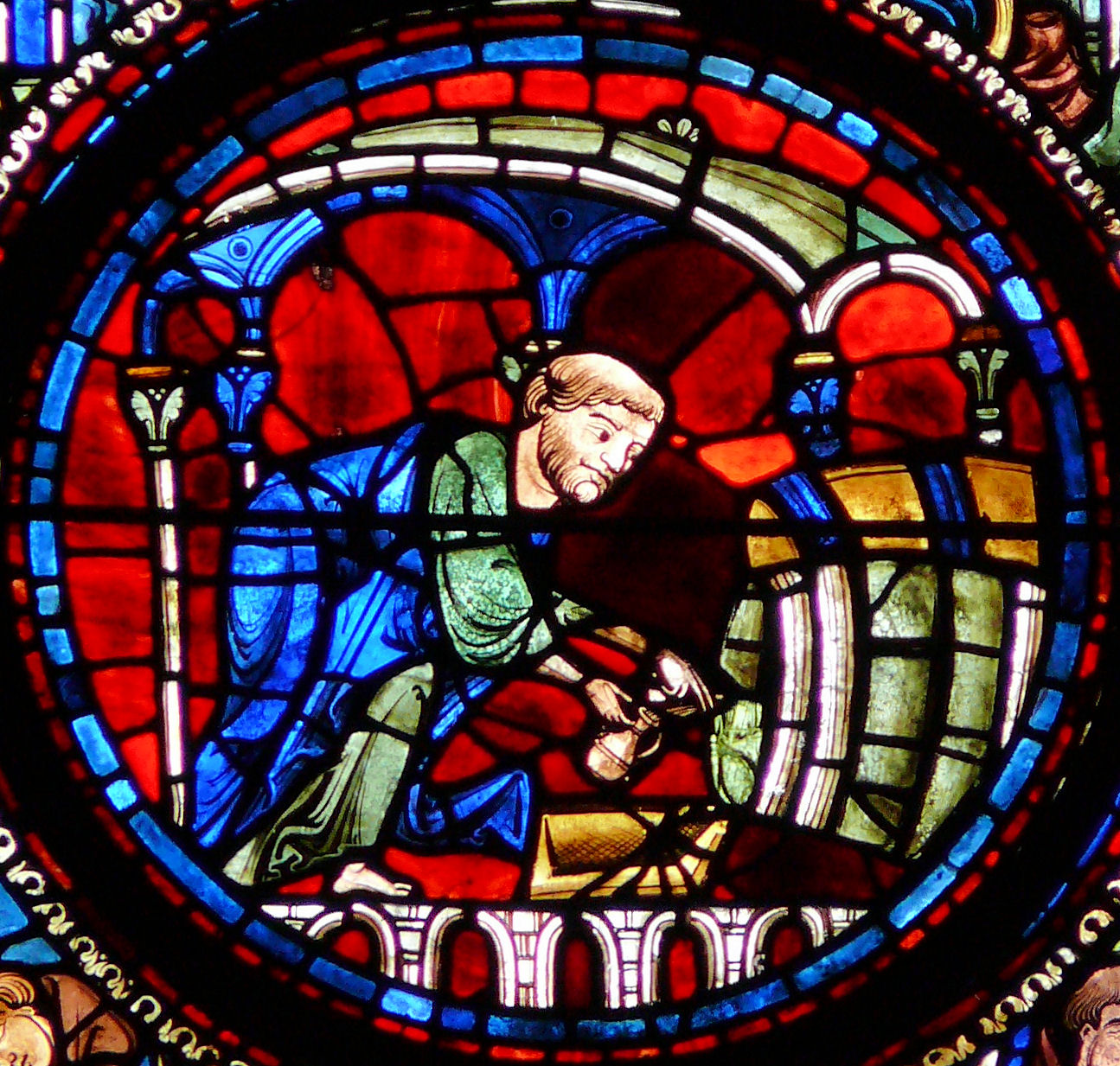
Бочка на вітражі в Шартрському соборі, Франція
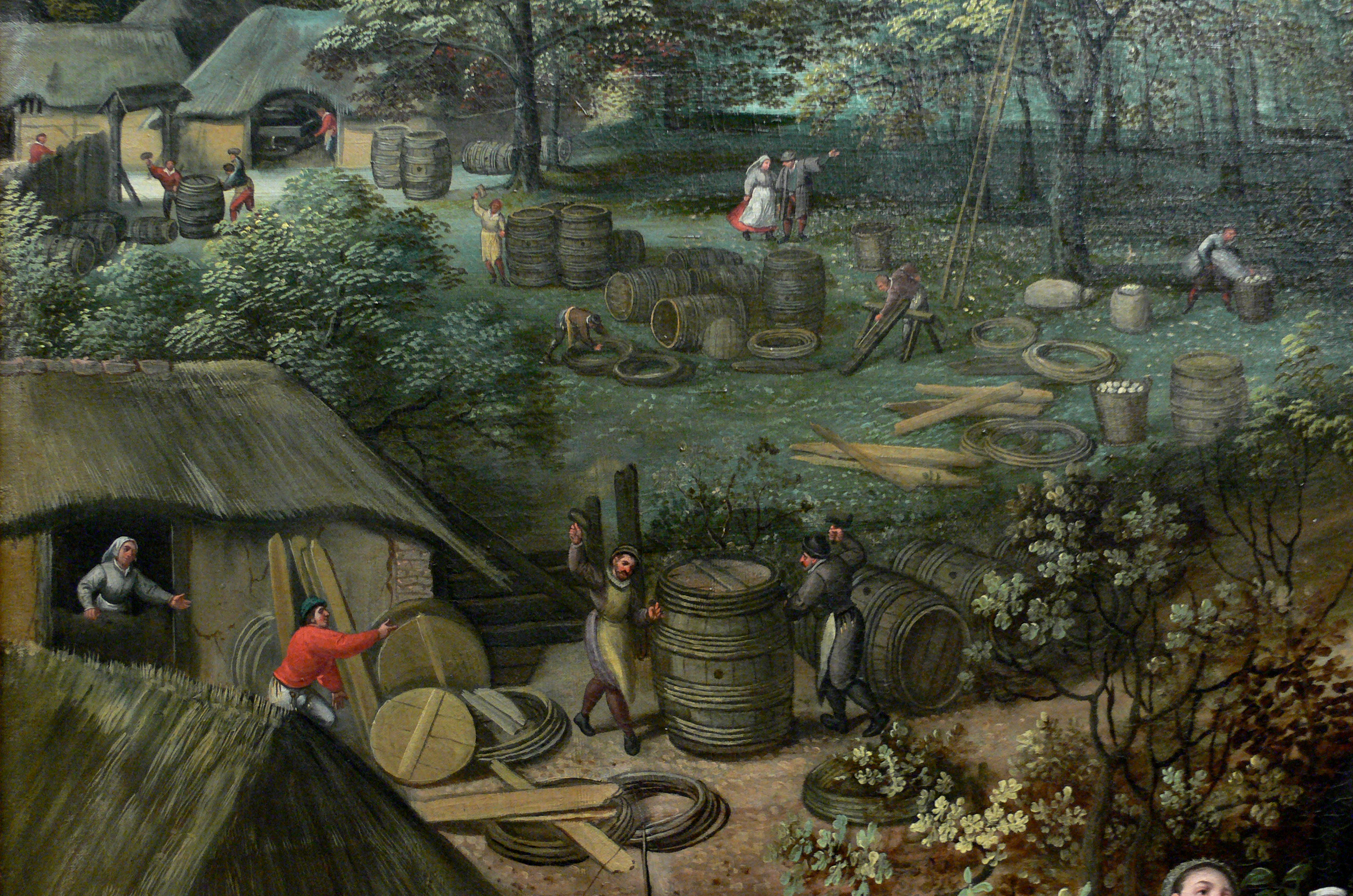
Худ. Лукас ван Фалькенборх, «Бондарі», 1585 р. Художньо-історичний музей, Відень.
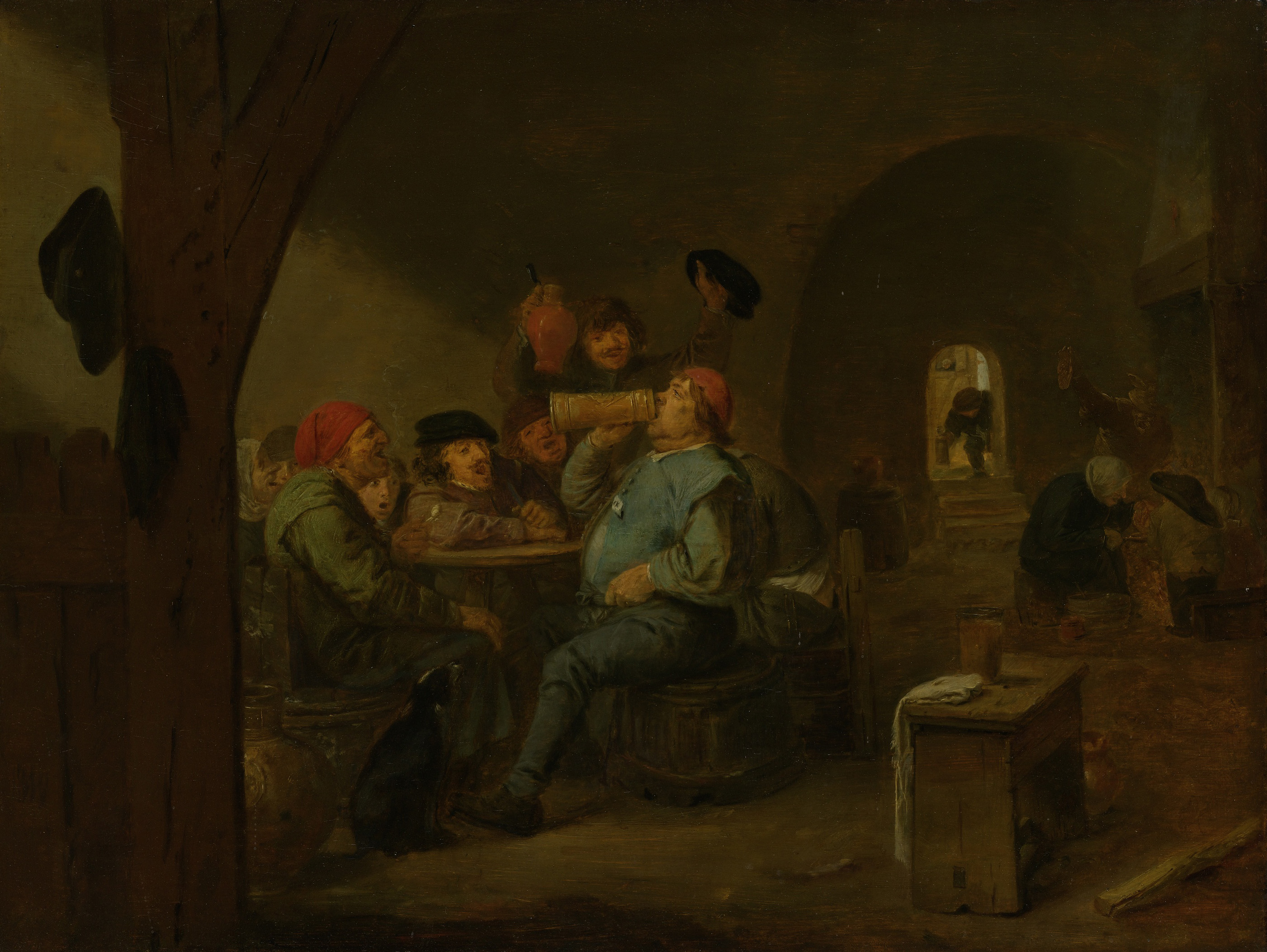
Художник Адріан Брауер, «Корчма»
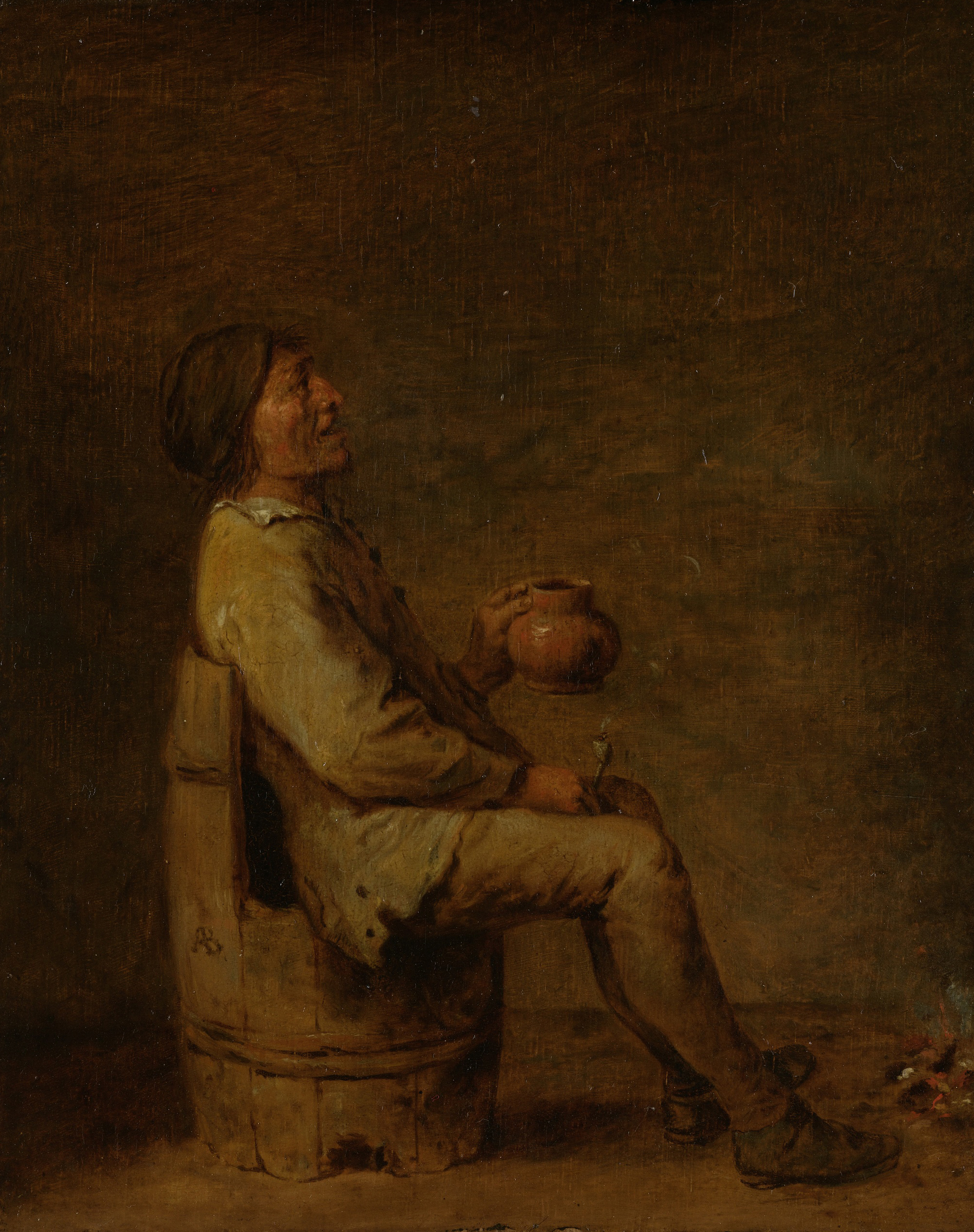
Художник Адріан Брауер, «Випивоха», Рейксмузей, Амстердам.
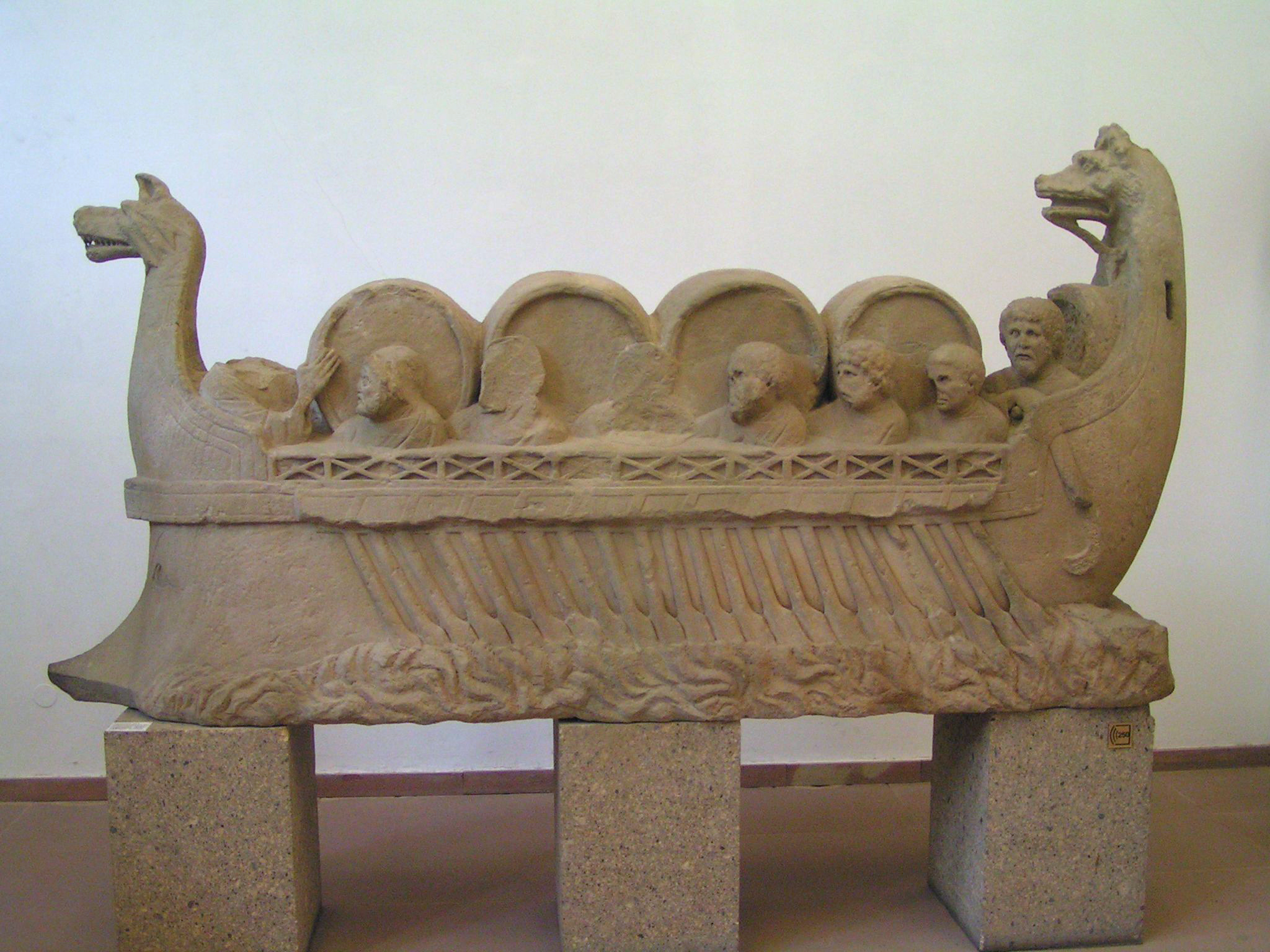
Перевезення вина в бочках (3 ст. н.е.)